# La città perduta di Zerzura
La città perduta di Zerzura (The Lost Chronicles of Zerzura) è un videogioco d'avventura punta e clicca sviluppato dalla Cranberry Production, pubblicato dalla DTP Entertainment e distribuito dalla FX Interactive e Namco Bandai Partners nel 2012. Il videogioco è stato reso disponibile per Microsoft Windows per il mercato europeo e per quello americano, e in Italia e Spagna è uscito tramite la FX Interactive.

## Trama
XVI secolo, Barcellona, Spagna. Il giovane Ramon Morales commercia manufatti egizi e ricerca l'oscura storia della sua famiglia, mentre suo fratello minore Fedor vive alla stregua un bizzarro inventore. La vita piuttosto tranquilla dei fratelli viene improvvisamente sconvolta dal rapimento di Ramon per mano dell'Inquisizione, dopo che ha scoperto la storia della loro famiglia. Per salvare suo fratello, Feodor segue le orme dei rapitori, e il viaggio lo conduce attraverso Almería, Malta, Tripoli e la leggendaria oasi di Zerzura, dove Feodor conta di svelare il segreto delle sue origini.

## Accoglienza
| Testata                          | Giudizio |
| -------------------------------- | -------- |
| Metacritic (media al 31-10-2020) | 76/100   |
| Jeuxvideo.com                    | 14/20    |

Il gioco ha ricevuto un'accoglienza superiore alla media, con un punteggio di 76/100 da parte di Metacritic in base alle 9 recensioni riportate.